# أنطيوخيس (ابنة أنطيوخوس الأكبر)
أنطيوخيس (بالإغريقية: Aντιoχίς)‏ كانت أميرة هلنستية من سلالة السلوقيين وقد كانت في النصف الأول من القرن الثاني قبل الميلاد ملكة كبادوكيا.
كانت أنطيوخيس ابنة الملك السلوقي أنطاكية الثالث الكبير وزوجته لاوديس. وقبل وقت من حرب والدها ضد الرومان، تزوجت من الملك آرياراثيس الرابع من كابادوكيا، الذي دعم والد زوجته في معركة ماغنيسيا (190 قبل الميلاد). ومع ذلك، فقد خسر أنطيوخوس المعركة. ولدت أنطيوخيس لزوجها ابنًا كان يُدعى ميثريداتيس قبل وصوله إلى العرش بعد والده وقد تغير اسمه بعدها لآرياراثيس الخامس من كابادوكيا، وابنتين، من بينهن ستراتونيتيس، التي تزوجت أولًا من الملك يومينس الثاني من بيرغامون، وبعد ذلك من أخوه وخليفته أتالوس الثاني فيلادلفوس.
وفقًا للتقرير المشكوك فيه للمؤرخ اليوناني الصقلي القديم ديودور الصقلي فإن أنطيوخيس، الذي زعم أنها امرأة بلا ضمير، كانت من المفترض أن تكون عاقر، وبالتالي فقد زيفت اثنين من الأبناء هما آرياراثيس وأوروبيرنيس. وبعد ذلك قيل إنها أنجبت الأطفال الثلاثة المذكورين أعلاه وأبلغت زوجها بالحقيقة. بناءً على ذلك، كان ينبغي عليها أن تزود أبنائها المزيفين بالمال الكافي وأرسلت الأكبر إلى روما والأصغر سنًا إلى إيونية لتمكين ابنها الشرعي من أن يخلف والده دون صعوبات.